# Франсе
Франсе (фр. Françay) насеље је и општина у централној Француској у региону Центар (регион), у департману Лоар и Шер која припада префектури Блоа.
По подацима из 2011. године у општини је живело 294 становника, а густина насељености је износила 14,48 становника/km². Општина се простире на површини од 20,31 km². Налази се на средњој надморској висини од 113 метара (максималној 134 m, а минималној 107 m).

## Демографија
| 1962. | 1968. | 1975. | 1982. | 1990. | 1999. | 2011. |
| ----- | ----- | ----- | ----- | ----- | ----- | ----- |
| 260   | 276   | 221   | 222   | 227   | 231   | 294   |

График промене броја становника у току последњих година